# یاربیچنا
یاربیچنا (به بلغاری: Yarebichna) یک منطقهٔ مسکونی در بلغارستان است که در شهرستان اکساکاوو واقع شده‌است.